# Jacques Sabon
Pour les articles homonymes, voir Sabon.
Jacques Sabon (né à Lyon entre 1520 et 1535, mort à Francfort-sur-le-Main, entre 1580 et 1590) était un fondeur de caractères et graveur de poinçons français, installé à Francfort. Il est associé aux formes de caractères romans développés par Claude Garamont.

## Biographie
Il est maître de la fonderie de Christian Egenolff à Francfort en 1555. En 1571, il épouse Judith Egenolff, sa belle-fille et prend le contrôle de la fonderie en 1572. 
En 1565, il séjourne à Anvers pour travailler avec Christophe Plantin, pour terminer la gravure de poinçons et la frappe de matrices de Garamond.
À sa mort, sa veuve épouse Konrad Berner qui, en 1592, publie l’un des premiers spécimens de caractères connus.